# 도롱 나들목
도롱 나들목(Dorong IC)은 전라남도 순천시 해룡면 도롱리, 대안리에 걸쳐 설치된 남해고속도로의 9번 교차로(나들목)이다. 순천 방향 진출과 영암 방향 진입만 가능하다.

## 연혁
- 2012년 4월 27일 : 남해고속도로 영암 ~ 순천 구간 개통에 따라 영업개시[1]

## 구조물 정보
- 위치 : 전라남도 순천시 해룡면 도롱리, 대안리

## 접속하는 도로
- 엑스포대로 (국도 제17호선)